# Strada statale 12 var Variante di Isola della Scala
La strada statale 12 var Variante di Isola della Scala (SS 12 var) è una strada statale italiana, variante della strada statale 12 dell'Abetone e del Brennero.

## Storia
La strada venne aperta al traffico il 20 luglio 2007.

## Percorso
Si tratta di una variante alla strada statale 12 che permette di evitare l'attraversamento del centro abitato di Isola della Scala. Ha caratteristiche di strada a scorrimento veloce, priva di intersezioni a raso.

### Tabella percorso
| Variante di Isola della Scala |                                            |      |           |
| Tipo                          | Indicazione                                | ↓km↓ | Provincia |
|                               | dell'Abetone e del Brennero                | 0,0  | VR        |
|                               | dell'Abetone e del Brennero                | 0,4  | VR        |
|                               | Viabilità locale                           | 2,2  | VR        |
|                               | per Isola della Scala, Tarmassia, Bovolone | 3,8  | VR        |
|                               | Isola della Scala                          | 5,3  | VR        |
|                               | dell'Abetone e del Brennero                | 5,8  | VR        |